# Peter Apian

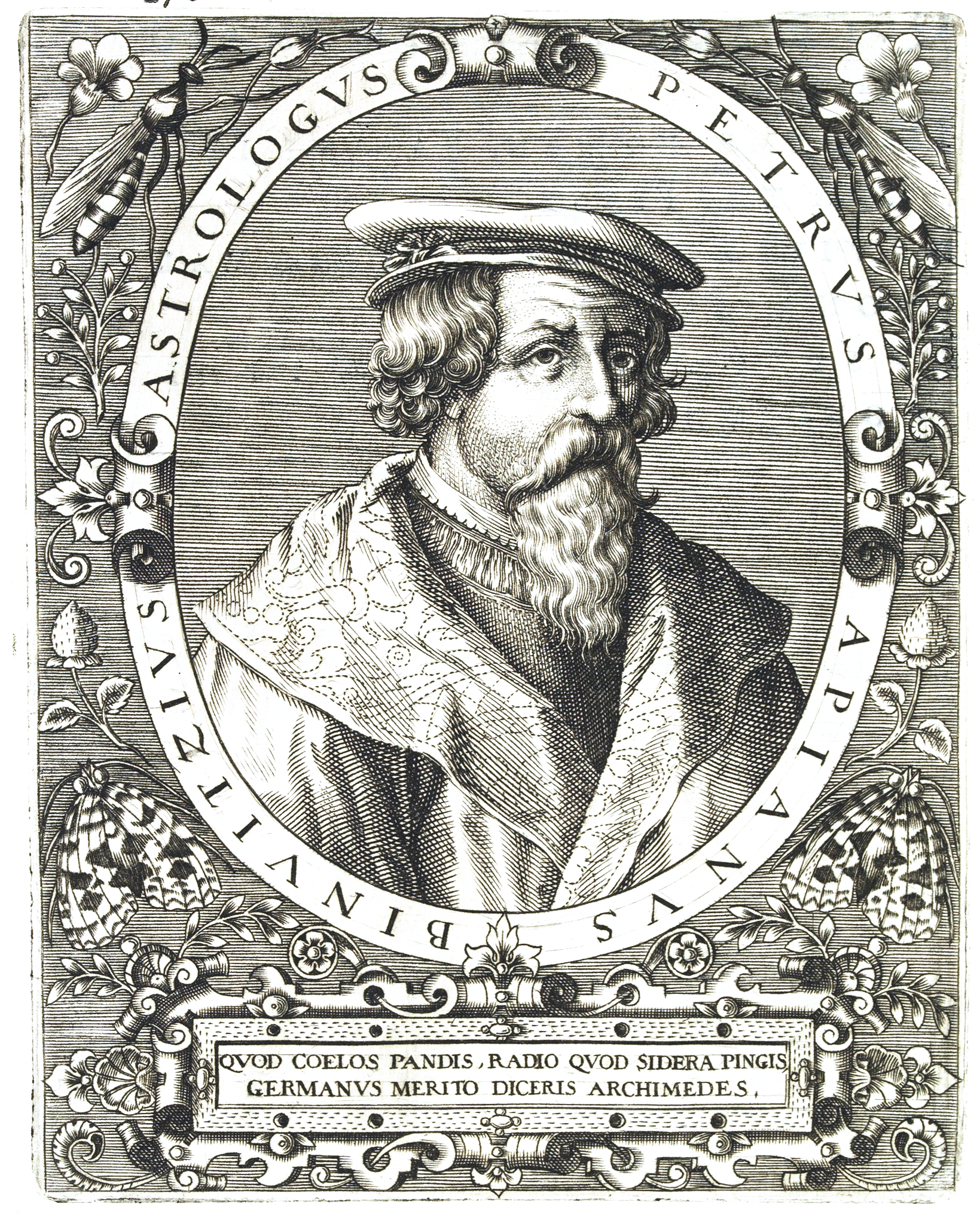
Peter Apian, Kupferstich von Theodor de Bry

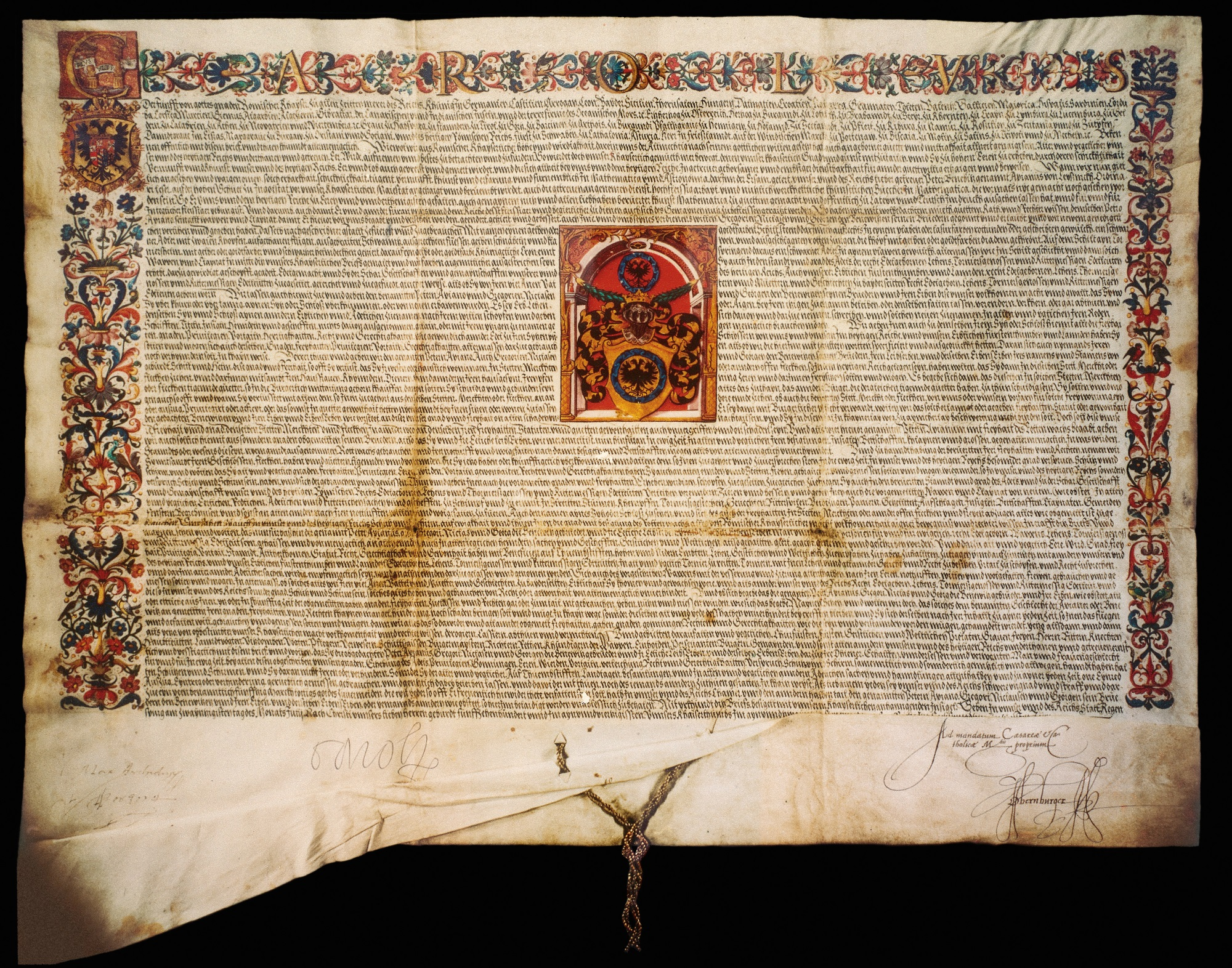
Adelsbrief für Peter Apian 1541, Regensburg, 20. Juli 1541, unterzeichnet von Kaiser Karl V. und seinem obersten Sekretär Johannes Obernburger

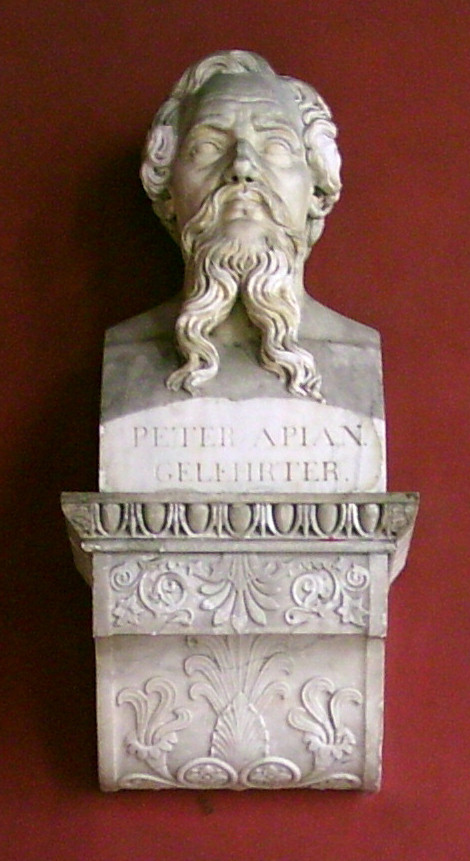
Büste Apians in der Ruhmeshalle, München

Peter Apian (eigentlich Peter Bennewitz, latinisiert Petrus Apianus; * 16. April 1495 in Leisnig; † 21. April 1552 in Ingolstadt) war ein deutscher Gelehrter der Renaissancezeit. Er war Mathematiker, Astronom, Astrologe, Kosmograf und Kartograf, außerdem Gründer der Ingolstädter Druckerei Academia und Herausgeber.

## Leben und Werk
Apian wurde als Peter Bennewitz oder auch Bienewitz (Biene-witz im Sinne von Bienen-dorf; lat. apis bedeutet „Biene“) in Leisnig geboren. Sein Vater war der Schuhmacher Martin Bennewitz, der neben seinem Haus mit Schuhmacherwerkstatt am Leisniger Markt auch ein Landgut in Tautendorf besaß. Apian studierte zuerst in Leipzig und ging dann nach Wien (bis 1523), um Schüler von Georg Tannstetter zu werden, einem Vertreter der Wiener astronomischen Schule. Tannstetter war auch Rektor und gab damals „als ein humanistisch gebildeter Mathematiker, Astronom und Astrolog der Wiener Universität das Gepräge“. Seinen Respekt drückte Apian später in der Widmung eines Buches an Tannstetter aus.

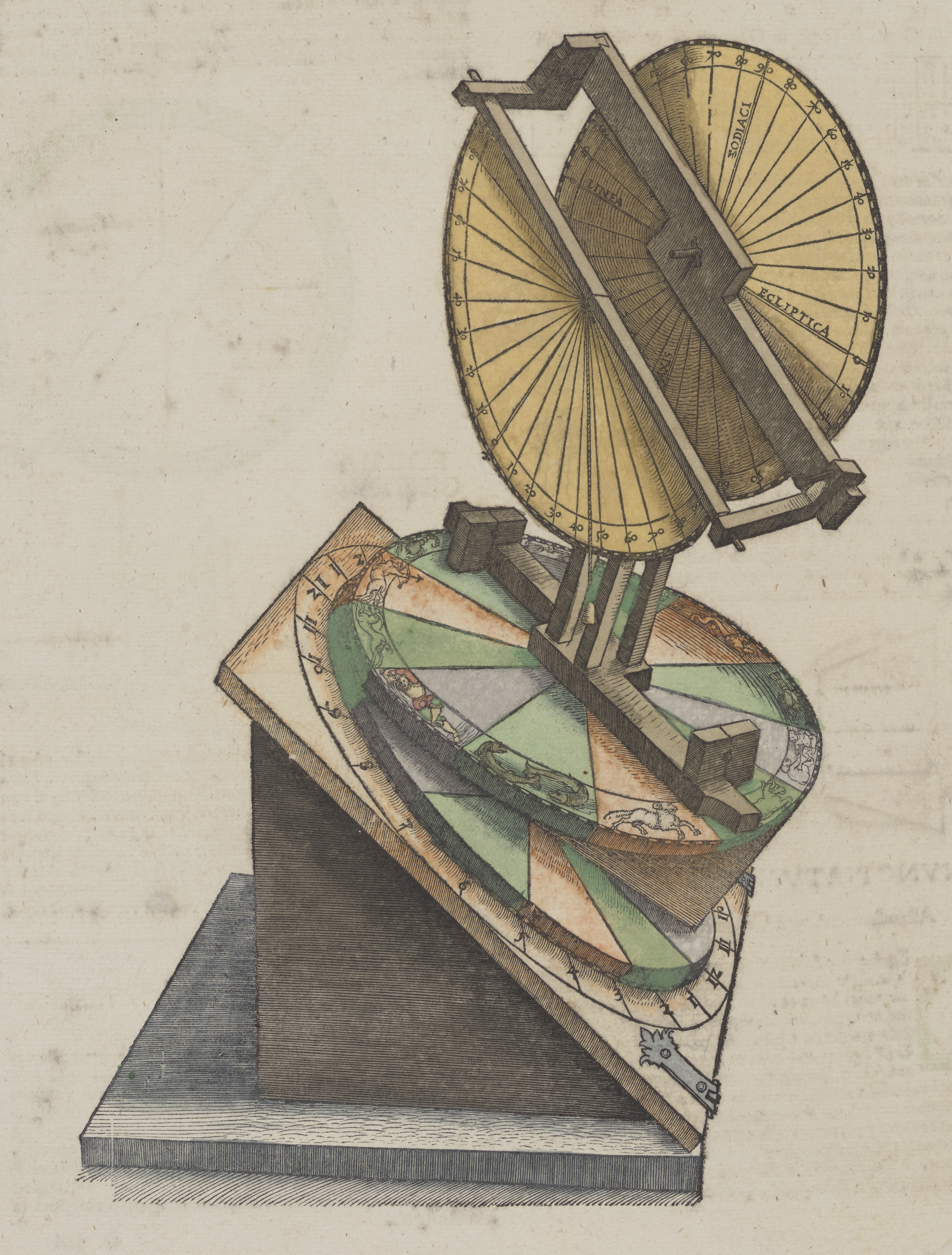
Torquetum zur Beobachtung und Berechnung von Gestirnsörtern, um 1540

Apian wurde 1527 Professor der Mathematik in Ingolstadt, obwohl er nur zum Bakkalaureus graduiert war. Dort baute er eine eigene Druckerei (genannt „Academia“) auf, in der er unter anderem 1528 die wichtige Tabula Hungarie (Ungarnkarte) druckte.
Apian sammelte ausgedehnte Beobachtungsdaten zu Planetenbewegungen und entwickelte wissenschaftliche Instrumente, die dazu dienten, diese Planetenbahnen am mechanischen Modell vorherzusagen. Zum Teil handelte es sich dabei um in seinen Büchern eingeheftete Papierscheiben, die sich gegeneinander drehen ließen. Wie diese sogenannten Volvellen zu bedienen sind, erklärte er im Verlauf seiner Texte genau.
Nebst anderem entwickelte Apian eine Methode zur Messung geografischer Längen mittels Monddistanzen zu Sternen. 1527 veröffentlichte er als erster abendländischer Autor, noch vor Blaise Pascal, eine Variante des Pascalschen Dreiecks, das früher bereits bei arabischen und chinesischen Autoren vorkam. Beobachtungen des Halleyschen Kometen im Jahre 1531 ließen Peter Apian (und von ihm unabhängig Girolamo Fracastoro) erkennen, dass der Kometenschweif stets in die der Sonne entgegengesetzte Richtung zeigt.
Apian erwarb sich als Hofmathematiker die Gunst von Kaiser Karl V., der ihn und seine Brüder (Georg, Gregor und Niclas) am 20. Juli 1541 auf dem Reichstag zu Regensburg durch Ernennung zu „rittermäßigen Edelleuten“ (Reichsritterstand) adelte. Nur wenig später wurde er zum Hofpfalzgrafen ernannt.
Peter Apian ist der Vater des Mathematikers und Kartografen Philipp Apian, der ihm in der Ingolstädter Professur nachfolgte.

## Wappen

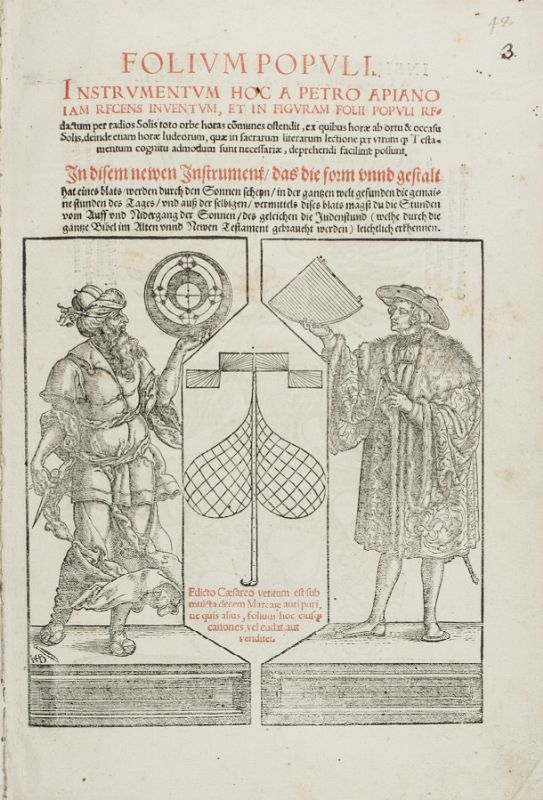
Folium populi, 1533
Peter Apian, im Scheitel der Kartusche dessen 1541 verliehenes Wappen: der kaiserliche doppelköpfige Adler usw. (Tingierung falsch)
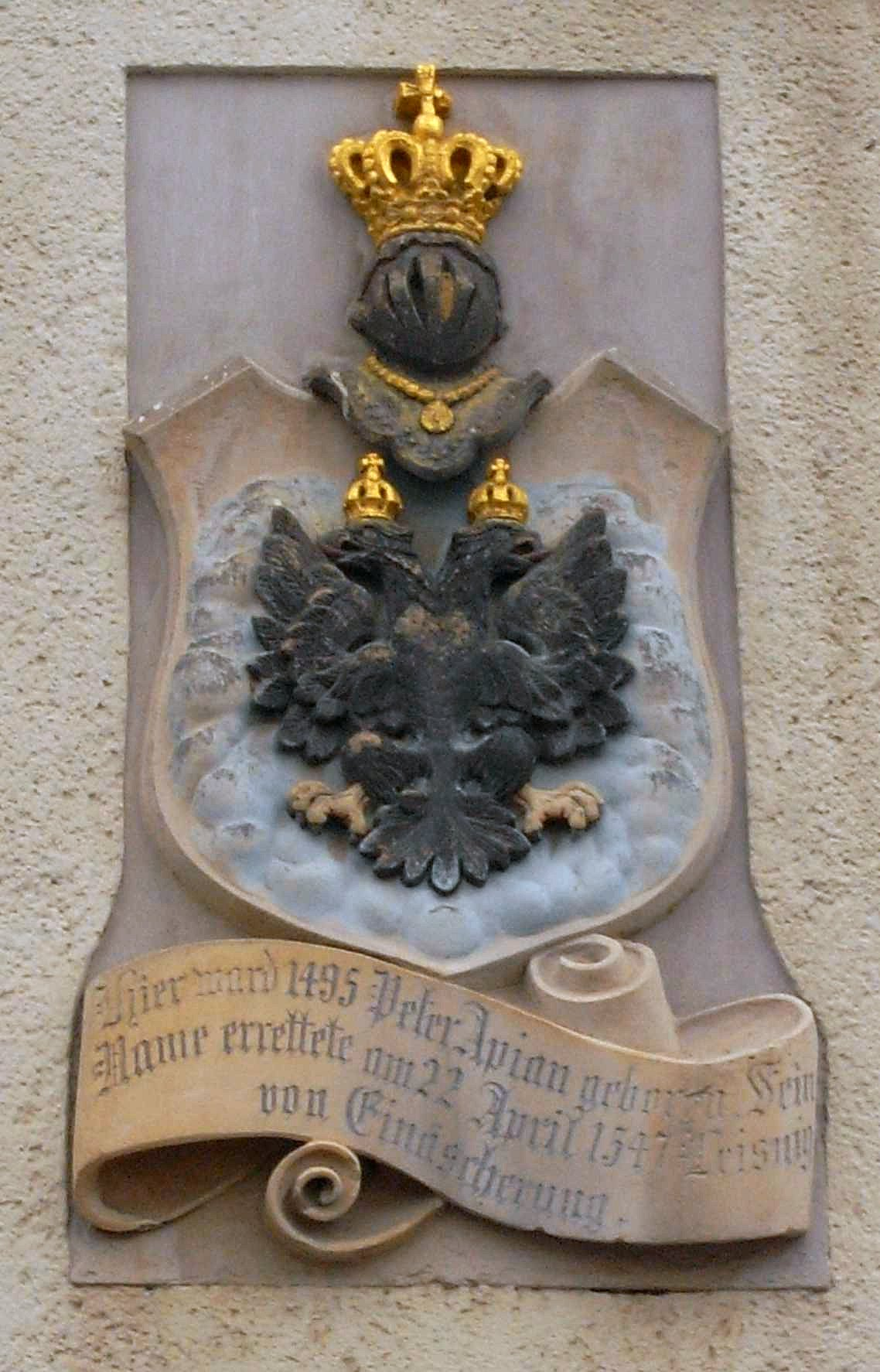
Wappen der Familie Bennewitz/Apian am Vaterhaus von Peter Apian am Markt in Leisnig

## Ehrungen
1935 wurde der Mondkrater Apianus nach Apian benannt sowie 2002 der Asteroid (19139) Apian.
Die Peter-Apian-Oberschule Leisnig trägt seinen Namen, das Apian-Gymnasium Ingolstadt ist nach ihm und seinem Sohn Philipp benannt.

## Schriften (Auswahl)
Eigene Schriften
- Cosmographicus Liber. Landshut 1524.
- Ein künstlich Instrument oder Sonnen ur, dardurch auch vil nutzbarliche Dinge gefunden werden. Landshut 1524.
- Ein newe und wolgegründete underweisung aller Kauffmanns Rechnung …[11] Ingolstadt 1527, ISBN 3-928671-11-1.
- Instrument Buch Ingolstadt 1533.
- Astronomicum Caesareum (Digitalisat) Ingolstadt 1540 [Faksimile-Nachdruck hrsg. von Diedrich Wattenberg Leipzig, Edition Leipzig, 1967].

Seiten aus dem Astronomicum Caesareum
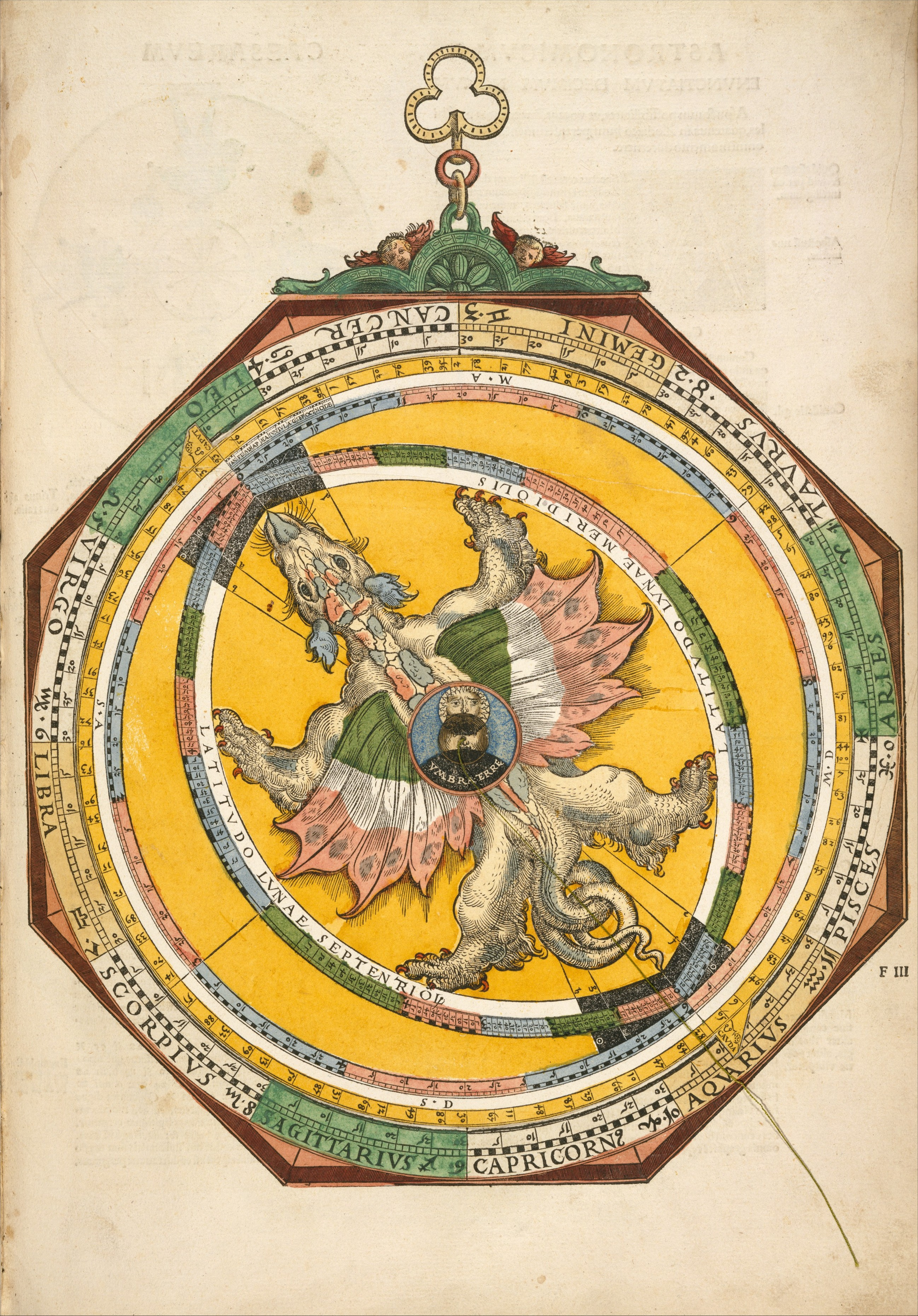
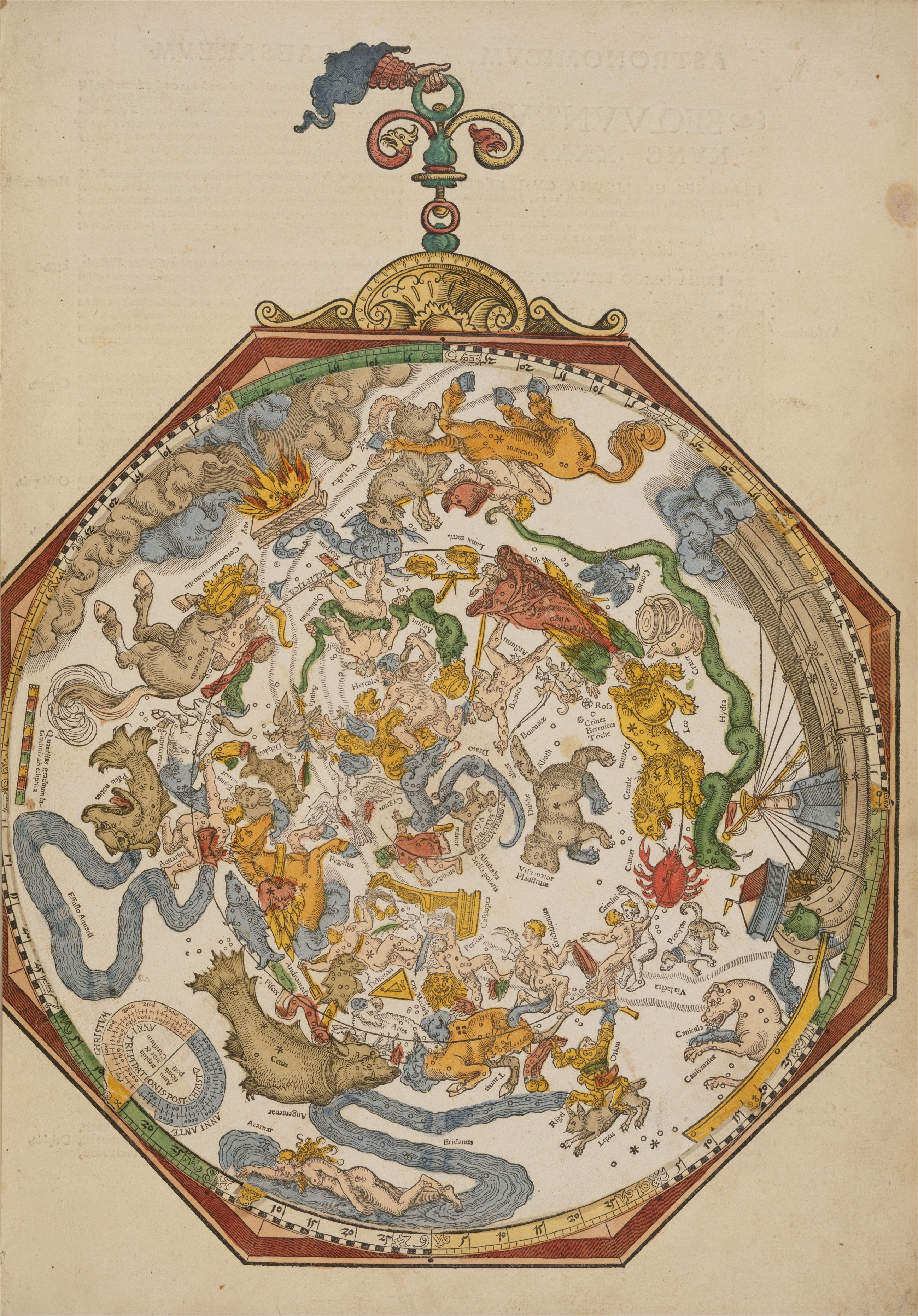
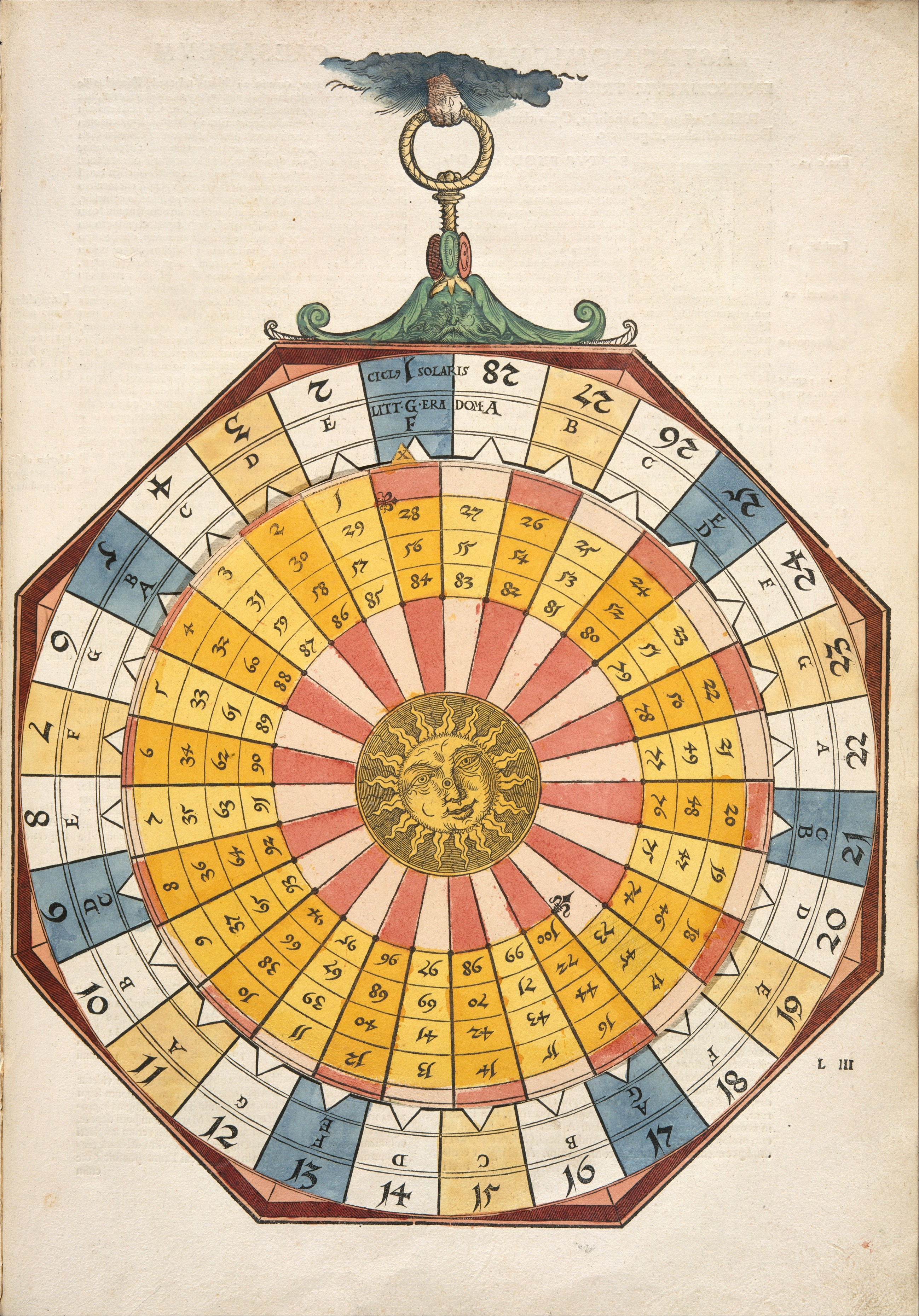
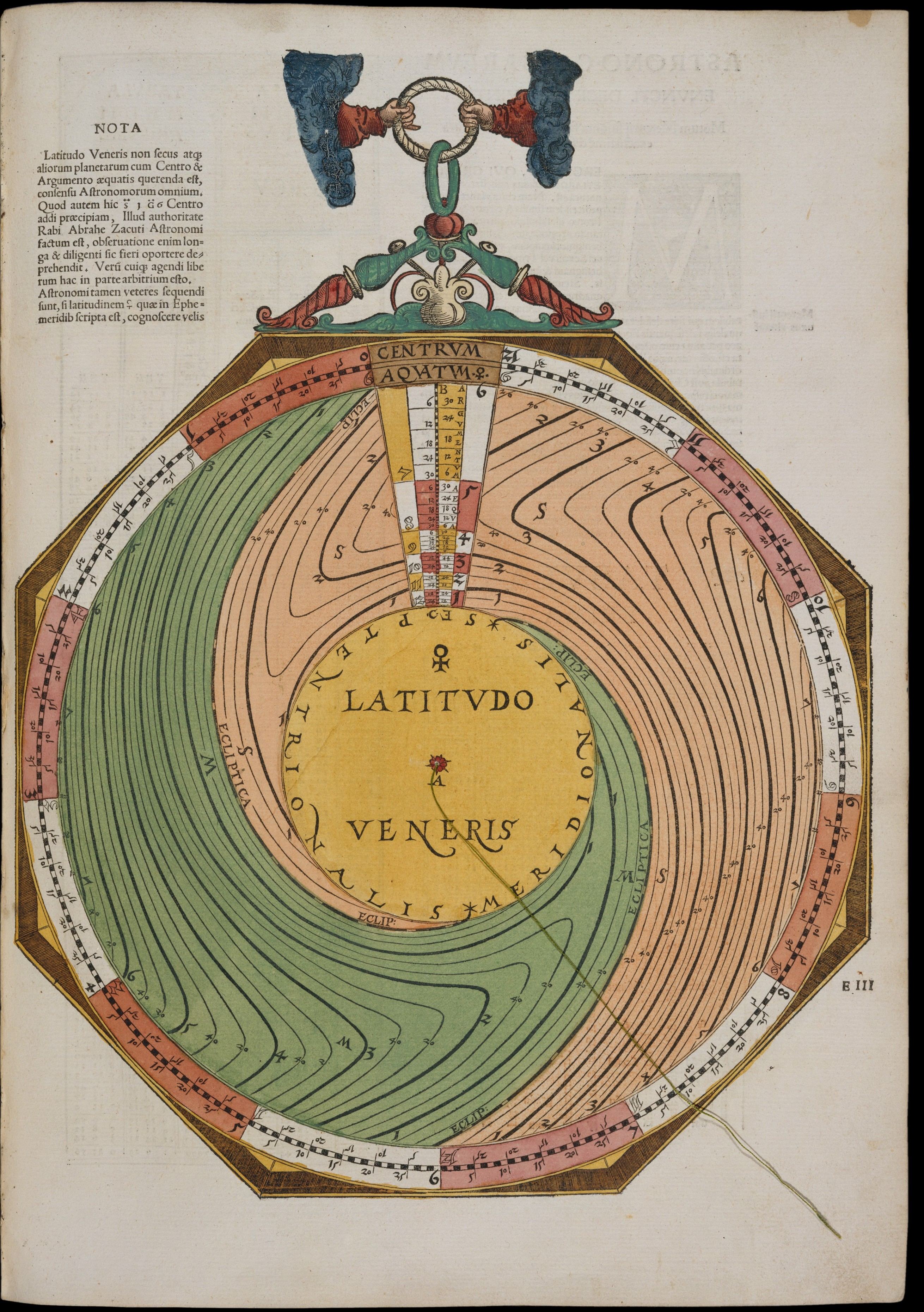
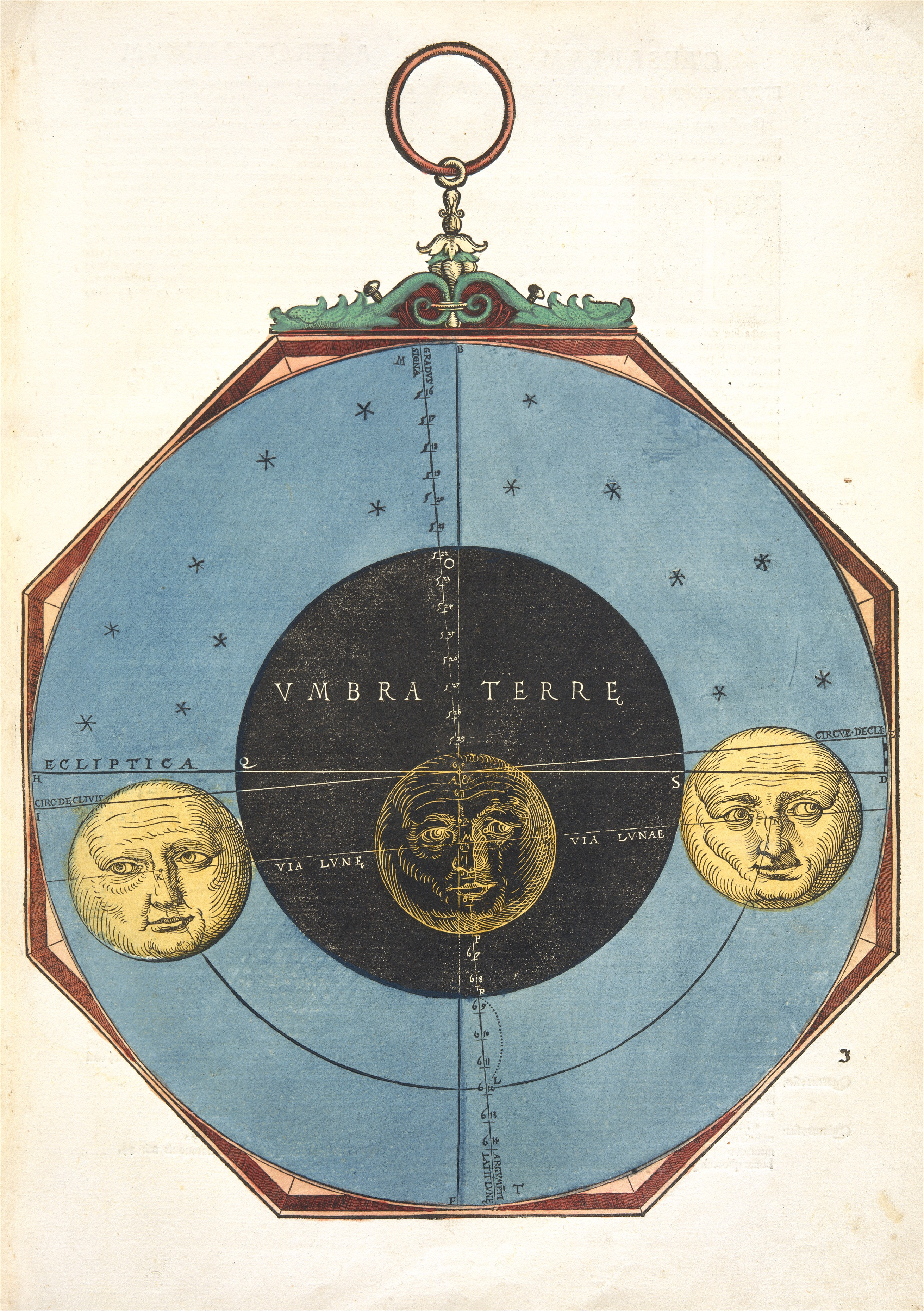

Von Apian herausgegebene Schriften
- Novae Theoricae planetarum. Ingolstadt 1528.
- Vitellionis Mathematici doctissimi Peri optikēs, id est de natura, ratione & proiectione radiorum visus, luminum, colorum atque formarum, quam vulgo perspectivam vocant. Nürnberg 1535 (hrsg. gemeinsam mit Tannstetter – dieser besorgte die Vorlage, Apian den Druck).
- mit Bartholomaeus Amantius: Inscriptiones sacrosanctae vetustatis, non illae quidem Romanae, sed totius fere orbis summo studio ac maximis impensis Terra Marique conquisitae. Ingolstadt 1534.